# Agrochola kindermannii
Agrochola kindermannii is een vlinder uit de familie uilen (Noctuidae). De wetenschappelijke naam is voor het eerst geldig gepubliceerd in 1837 door Fischer v. Roslerstamm.
De soort komt voor in Europa.